# Các ngày nghỉ lễ ở Hàn Quốc
Các ngày nghỉ lễ ở Hàn Quốc là những ngày nghỉ lễ do luật pháp Hàn Quốc quy định. Vào ngày nghỉ lễ, các văn phòng cơ quan chính phủ và trường học công lập đóng cửa, trừ doanh nghiệp nhà nước. Từ đó, các công ty hay tập đoàn tư nhân có quyền ký thỏa ước tập thể quy định về việc đi làm vào ngày nghỉ lễ.
Hàn Quốc không áp dụng ngày nghỉ thay thế, nghĩa là không được nghỉ bù ngày khác nếu ngày nghỉ lễ rơi vào cuối tuần. Tháng 4 năm 2013, có nguồn tin cho biết một tiểu ban trong Quốc hội Hàn Quốc đã thông qua một luật cho phép nghỉ bù nếu ngày lễ rơi vào thứ Bảy hoặc Chủ nhật.
Các ngày nghỉ lễ theo quy định của luật Hàn Quốc là: Ngày Chủ nhật, các ngày nghỉ lễ quốc gia gồm Ngày Độc lập, Ngày Giải phóng, Ngày Lập quốc và Ngày Hàn ngữ, Ngày 1 tháng 1, Tết âm lịch (gồm ngày cuối tháng Chạp, ngày 1 tháng Giêng và ngày 2 tháng Giêng), Ngày Phật đản, Ngày Thiếu nhi, Ngày Tưởng niệm, Tết Trung thu (ba ngày 14, 15 và 16 tháng 8 âm lịch), Ngày Giáng sinh, Ngày bầu cử chính thức và ngày khác do Chính phủ Hàn Quốc quy định.

## Danh sách ngày nghỉ lễ
| Tên                     | Hangul                        | Phiên âm                              | Ngày                                            | Năm thiết lập | Ghi chú |
| ----------------------- | ----------------------------- | ------------------------------------- | ----------------------------------------------- | ------------- | --- |
| 1 tháng 1               | 새해 첫날                     | Saehae Cheonnal                       | 1 tháng 1                                       | 1949          | Hàn Quốc cũng có ngày 1 tháng 1 dương lịch như nhiều quốc gia khác. |
| Tết âm lịch             | 설날                          | Seollal                               | Ngày cuối tháng Chạp đến ngày 2 tháng 1 âm lịch | 1985          | Đây là một trong các lễ lớn của Hàn Quốc, kéo dài ba ngày. Có một thời gian từ 1985 đến hết 1988, Tết âm lịch được gọi là Ngày Dân gian. |
| Ngày Độc lập            | 3·1절                         | Samiljeol                             | 1 tháng 3                                       | 1919          | Kỷ niệm phong trào 1 tháng 3 diễn ra vào năm 1919 khi 33 người Hàn yêu nước tuyên bố độc lập ở Seoul, châm ngòi cho biểu tình trên toàn quốc và xúc tác cho sự hình thành Chính phủ lâm thời Đại Hàn Dân Quốc (13 tháng 4 năm 1919). |
| Lễ Phật Đản             | 석가탄신일                    | Seokgatansinil                        | 8 tháng 4 âm lịch                               | 1975          | Năm 1975, Chính phủ Hàn Quốc lần đầu tiên quy định ngày Phật đản là ngày nghỉ lễ. Một trong những hoạt động tiêu biểu trong ngày lễ này ở Hàn Quốc là "Lễ hội đèn lồng hoa sen" (Yeondeung). Khoảng 23% dân số Hàn Quốc theo Phật giáo.                                                                                                 |
| Ngày Thiếu nhi          | 어린이날                      | Eorininal                             | 5 tháng 5                                       | 1975          | Tết Thiếu nhi tại Hàn Quốc bắt đầu từ năm 1923, ban đầu được chọn là ngày 1 tháng 5, do sự lựa chọn và vận động của các nhóm sinh viên đấu tranh (khi ấy bán đảo Triều Tiên còn là thuộc địa của Nhật). Do trùng với ngày quốc tế lao động nên đổi lại thành 5 tháng 5.                                                                 |
| Ngày Tưởng niệm         | 현충일                        | Hyeonchung-il                         | 6 tháng 6                                       | 1956          | Ngày này để tưởng niệm những người đã chết khi tại ngũ hoặc những khi tham gia đấu tranh giành độc lập. Lễ tưởng niệm được tổ chức Nghĩa trang Quốc gia Seoul. Quốc kỳ được treo rủ trong ngày này. |
| Ngày Giải phóng         | 광복절                        | Gwangbokjeol                          | 15 tháng 8                                      | 1945          | Ngày này kỷ niệm sự kiện đất nước thoát khỏi ách thống trị của Đế quốc Nhật Bản. Đây cũng là ngày Chính phủ Hàn Quốc thành lập. |
| Chuseok (Tết Trung thu) | 추석                          | Chuseok                               | 14 đến 16 tháng 8 âm lịch                       | 1949          | Đây là một trong ngày hội lớn nhất Hàn Quốc. Người Hàn về thăm lại quê quán và ăn những món truyền thống. Từ 1986 đến 1988, Trung thu kéo dài hai ngày (gồm ngày Trung thu và ngày kế tiếp). Từ 1989, lễ này gồm ba ngày (trước Trung thu, Trung thu và sau Trung thu). Số ngày nghỉ: 3 ngày                                            |
| Ngày Lập quốc           | 개천절                        | Gaecheonjeol                          | 3 tháng 10                                      | 1949          | Ngày này kỷ niệm sự thành lập của Cổ Triều Tiên - được xem là thành lập vào ngày 3 tháng 10 âm lịch, năm 2333 trước Công nguyên. Ngày nay Hàn Quốc kỷ niệm sự kiện này vào 3 tháng 10 dương lịch. |
| Ngày Hàn văn            | 한글날                        | Hangeulnal                            | 9 tháng 10                                      | 1949          | Ngày này kỷ niệm sự sáng lập (năm 1443) và tuyên bố sử dụng (năm 1446) Hangul - bảng mẫu tự bản địa dùng để viết tiếng Triều Tiên do Triều Tiên Thế Tông sáng lập. Ngày này trở thành lễ quốc gia từ năm 2006. Trước đó ngày này từng bị loại khỏi danh sách ngày nghỉ lễ từ 1991. Từ 2012 ngày này đổi từ 28 tháng 12 sang 9 tháng 10. |
| Lễ Giáng sinh           | 크리스마스/성탄절/ 기독탄신일 | Christmas/Seongtanjeol/ Gidoktansinil | 25 tháng 12                                     | 1949          | Lễ giáng sinh ở Hàn Quốc còn được gọi là Seongtanjeol (Hangul: 성탄절; Hanja: 聖誕節). Có khoảng 5,4 triệu người trong số 50 triệu dân Hàn Quốc là người Công giáo La Mã. Có thêm khoảng 9 triệu người theo đạo Tin lành thuộc nhiều nhánh khác nhau.                                                                                   |
| Ngày bầu cử             | 선거일                        | Seongeoil                             | Không cố định ngày nhưng vào thứ tư             | 2006          | Ngày bầu cử ở Hàn Quốc được gọi là Seongeoil (Hangul: 선거일) hoặc Seongeonal (Hangul: 선거날) bao gồm ngày bầu cử Tổng thống, ngày bầu cử Quốc hội và ngày bầu cử địa phương (không bao gồm ngày bỏ phiếu sớm, ngày bầu cử phụ, ngày trưng cầu dân ý hoặc ngày bầu cử đột xuất do luận tội,...)                                        |

## Những ngày nghỉ lễ trước đây
| Tên                         | Ngày           | Năm thiết lập | Năm hủy bỏ | Ghi chú |
| --------------------------- | -------------- | ------------- | ---------- | --- |
| Hai ngày của Tết dương lịch | 2 và 3 tháng 1 | 1949          | 1999, 1990 | Từ 1990 và 1999, lần lượt ngày 3 tháng 1 và 2 tháng 1 bị bỏ khỏi Tết dương lịch.                                |
| Ngày Trồng cây              | 5 tháng 4      | 1949          | 2006       | |
| Ngày Hiến pháp              | 17 tháng 7     | 1949          | 2008       | Ngày này không còn là ngày nghỉ lễ sau khi Chính phủ ra luật tuần làm việc 40 giờ đối với công sở của Nhà nước. |
| Ngày Quân lực               | 1 tháng 10     | 1976          | 1991       | Bị loại ra do số lượng các ngày nghỉ lễ tăng lên.                                                               |
| Ngày Liên Hợp Quốc          | 24 tháng 10    | 1950          | 1976       | Năm 1976, Hàn Quốc loại ngày này và bổ sung Ngày Quân lực.                                                      |

## Niên biểu thiết lập
- 4 tháng 6 năm 1946: thiết lập các ngày nghỉ lễ đầu tiên
- 8 tháng 9 năm 1950: chỉ định Ngày Liên Hợp Quốc (24 tháng 10) làm ngày nghỉ lễ
- 19 tháng 4 năm 1956: thiết lập Ngày Tưởng niệm làm ngày nghỉ lễ
- 27 tháng 3 năm 1959: thiết lập hệ thống ngày nghỉ lễ thay thế (nếu ngày nghỉ lễ rơi vào Chủ nhật thì ngày kế tiếp sẽ là ngày nghỉ lễ)
- 30 tháng 12 năm 1960: hủy hệ thống ngày nghỉ lễ thay thế
- 27 tháng 1 năm 1975: chỉ định Ngày Thiếu nhi, Ngày Phật đản làm ngày nghỉ lễ
- 3 tháng 9 năm 1976: bỏ Ngày Liên Hợp Quốc, thêm Ngày Quân lực (1 tháng 10) làm ngày nghỉ lễ
- 21 tháng 1 năm 1985: thêm Tết âm lịch (khi đó còn gọi là Ngày Dân gian) vào danh sách ngày nghỉ lễ
- 11 tháng 9 năm 1986: thêm Tết Trung thu làm ngày nghỉ lễ
- 1 tháng 2 năm 1989: đổi tên Ngày Dân gian thành Tết âm lịch; quy định số ngày nghỉ lễ của Tết Trung thu và Tết âm lịch là ba ngày.
- 5 tháng 11 năm 1990: Ngày Quân lực và Ngày Hàn ngữ không còn là ngày nghỉ lễ
- 18 tháng 12 năm 1998: bỏ ngày 2 tháng 1
- 30 tháng 6 năm 2005: chỉ định Ngày Trồng cây và Ngày Hiến pháp làm ngày nghỉ lễ. Ngày Hiến pháp không còn là ngày nghỉ lễ từ năm 2008.
- 6 tháng 9 năm 2006: thêm Ngày bầu cử
- 28 tháng 12 năm 2012: chuyển Ngày Hàn ngữ từ 28 tháng 12 sang 9 tháng 10.